# LEW DE-II-S
As locomotivas diesel-elétricas de bitola métrica LEW DE II S foram compradas junto à LEW, empresa estatal da Alemanha Oriental, entre 1967 e 1968, pela Sorocabana. Foram utilizadas para manobras, trens de serviço e de tração.
Vieram 27 locomotivas (B-B) deste modelo com potência de 717 kW (960 HP).
Atualmente, das três unidades pertencentes à CPTM, duas estão em processo de baixa patrimonial e uma já foi baixada.